# Чедомила Маринковић
Чедомила Маринковић српски је историчар уметности, медиевиста и јудаиста.  

## Биографија
Дипломирала је, магистрирала и докторирала на Филозофском факултету Универзитета у Београду са тезом о представама архитектуре у Сарајевској Хагади. Говори пет језика и служи се са још два. Суоснивач је Римон Центра за проучавање и промоцију јеврејског наслеђа из Београда. 
Осим научним радом бави се дизајнирањем предмета јудаике, накитом као и уметничком фотографијом. Имала је три самосталне изложбе фотографија под називом „Шатор за дуга растајања“ у Малој Галерији УЛУПУДС-a,  у Синагоги у Новом Саду и Хрватско-израелском друштву „Гавро Шварц“ у Загребу. Аутор је и изложбе „Портрет уметника“ одржане 2022. у Малој галерији УЛУПУД-са.
Аутор је четири научне монографије (једна у коауторству), две научнопопуларне монографије и великог броја научних текстова. У издању Креативног центра је објавила научно популарне књиге: „Јевреји у Београду (1521-1942), 2020 и „Земун (1717-1934)“, 2022.

## Награде
За књигу „Јевреји у Београду 1521-1942“ добила је награду Невен за најбољу дечију књигу из области примењене науке за 2021. годину Добитник је Велике награде УЛУПУДС-а на 53. мајској изложби 2021. године за монографију „Петар Омчикус Стваралачка Спирала“ коју је издала Арте медија. 
Добитник је и награде „Жени Лебл“ за најбољи научни рад са јеврејском тематиком за 2014. годину, ХХХ награде на Конкурсу Савеза јеврејских општина за 2020. годину као и две награде Удружења примењених уметника и дизајнера Србије (УЛУПУДС) за 2017. и 2020. годину. 